# Zeuzera pyrina
Zeuzera pyrina és una espècie de lepidòpter ditrisi de la família Cossidae. És una arna nocturna molt característica per seva coloració blanca amb taques negres.

## Descripció
Els adults són molt característics per les seves ales de color blanc amb taques negre blavoses. L'abdomen és negre amb algunes franges blanques. Existeix un evident dimorfisme sexual en els adults donada la major envergadura de les femelles, 50-70 mm front als 40-50 mm dels mascles, l'inflat abdomen de les femelles i que aquestes presenten antenes filiformes, mentre que els mascles les tenen bipectinades en la seva meitat basal. La vida dels adults és breu, estimada en uns 10 dies.
Les erugues són grosses, de color groc bastant viu, amb punts negres simètricament repartits pels segments. Tenen mandíbules ben desenvolupades, ja que són xilòfagues.

## Biologia
Les femelles ponen de 1000 a 2000 ous en grups, a l'escorça de branques i troncs, en els mesos de juny, juliol i agost. Quan els ous fan eclosió, les larves es mantenen uns dies agrupades protegides per filaments de seda. Llavors es dirigeixen primer cap a les branques més tendres, on excaven galeries per alimentar-se, després es dirigeixen cap a branques més gruixades on continuaran el seu període de creixement. El seu cicle biològic al nord d'Europa és bivoltí, però a les nostres latituds sol ser univoltí.
La crisàlide es desenvolupa prop de la sortida de la galeria on la larva s'ha alimentat, aïllada de l'exterior per un tap de serradís. L'adult emergeix de maig a octubre en condicions similars a les nostres.
És una espècie polífaga que ataca a més de 70 espècies d'arbres i arbusts, destacant els fruiters de pinyol i llavor i l’olivera. Es considerada una plaga pels danys que ocasiona en aquests cultius.

## Distribució
Es distribueix per la regió paleàrtica occidental (Europa meridional i mediterrània, nord d'Àfrica, sur de Rússia, Iran, Líban i Turquia). Va ser introduïda a Amèrica del Nord, on és present excepte a les zones més fredes.

## Hàbitat
Associada a zones de cultiu dels arbres dels quals s'alimenten les erugues: pomeres, pereres, avellaners, oliveres.

## Plantes amfitriones registrades
Les plantes nutrícies registrades inclouen:
- Acer japonicum
- Albizia julibrissin
- Castanea
- Corylus avellana
- Fraxinus
- Juglans regia
- Malus
- Malus domestica
- Olea europaea
- Populus
- Pyrus communis
- Rhododendron
- Tilia
- Ulmus

## Galeria

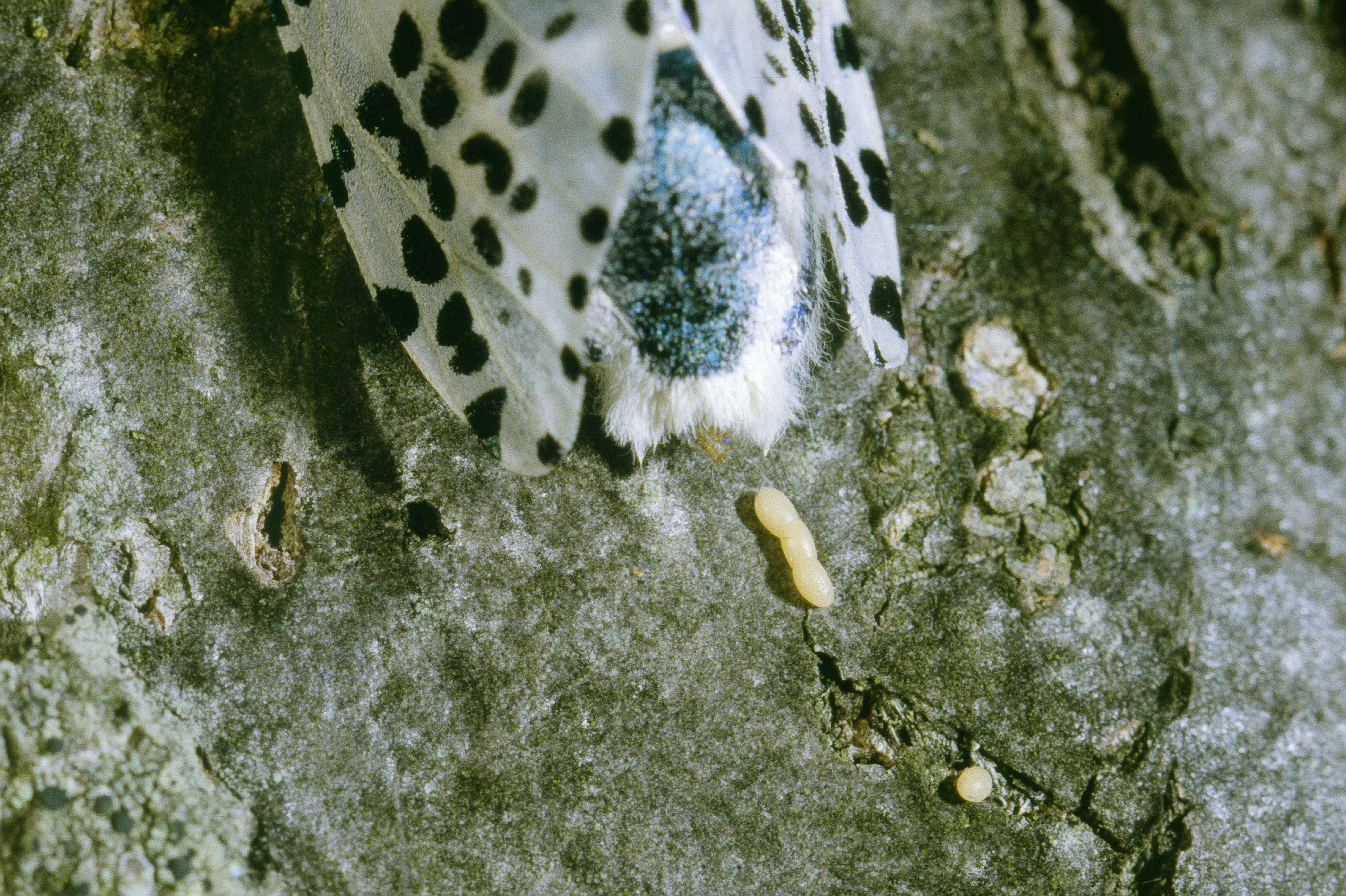
Posta d'ous
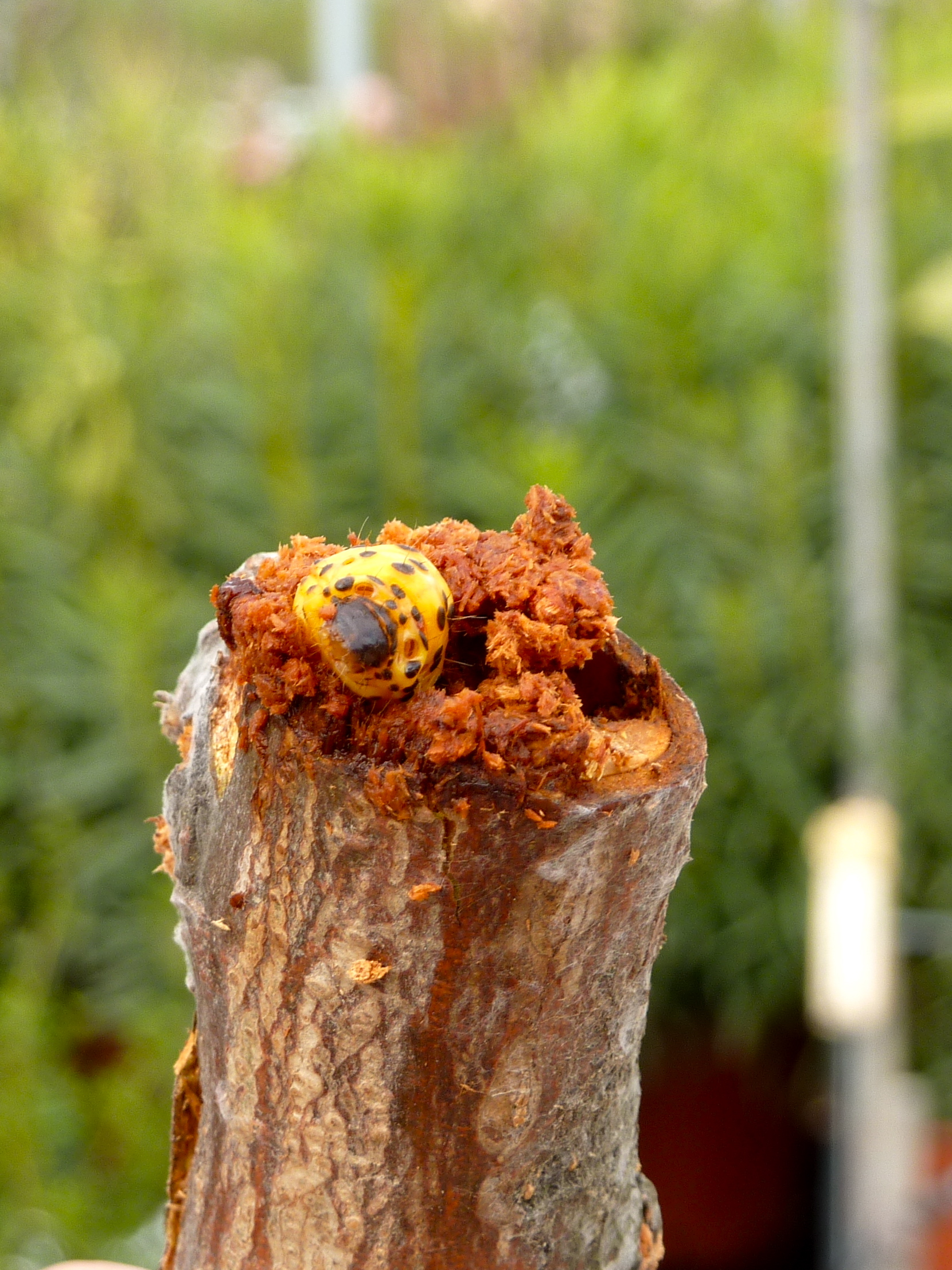
Eruga en una tija d'una pomera
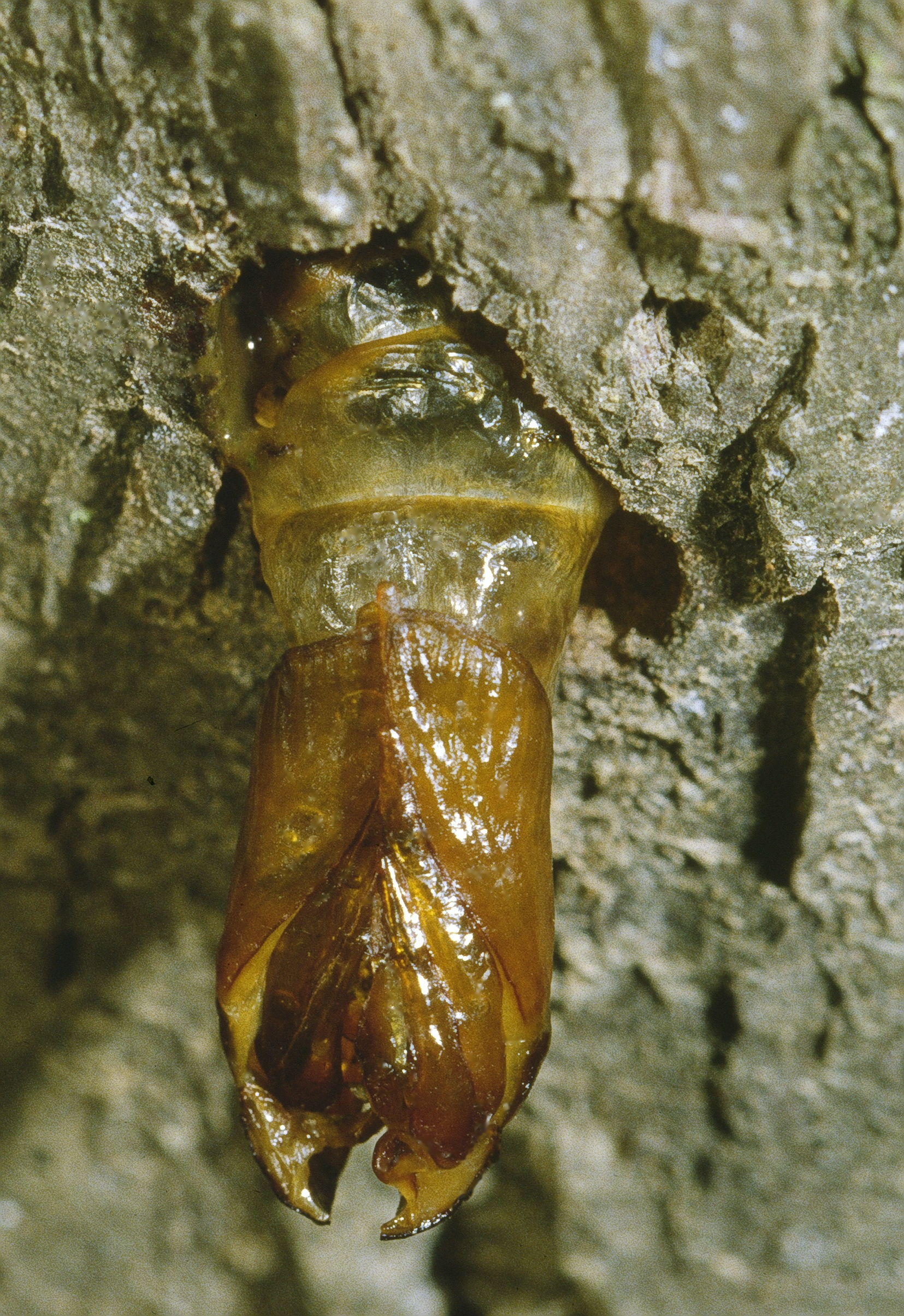
Exuvia
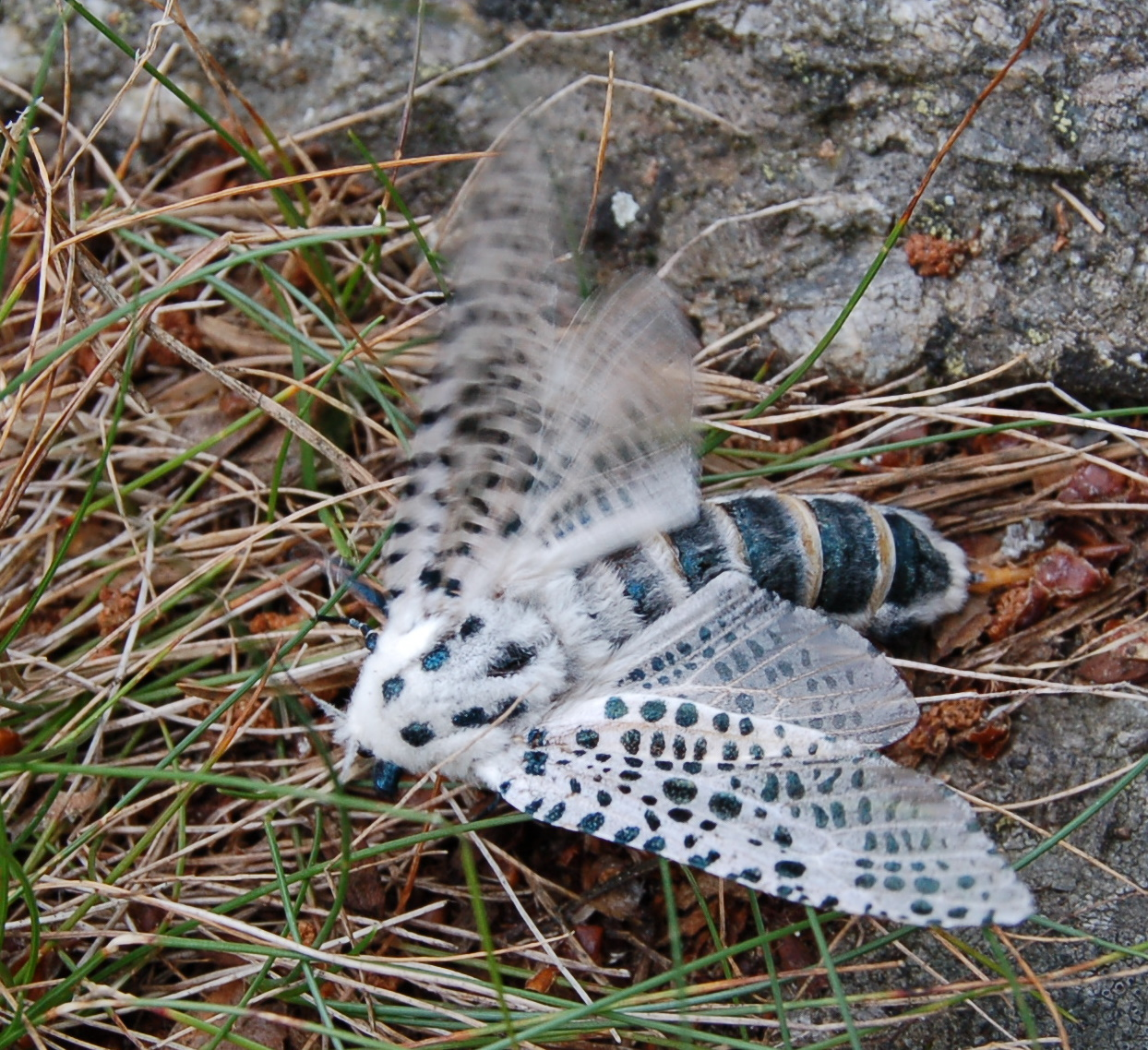
Adult